# Universidad Masaryk
La Universidad Masaryk (en checo Masarykova univerzita, en latín Universitas Masarykiana Brunensis) tiene su sede en Brno, República Checa, y consta de diez facultades. Se trata de la segunda escuela superior de la República Checa en número de estudiantes y carreras homologadas.
Fue fundada el 28 de enero de 1919 a petición del presidente Tomáš Garrigue Masaryk, que consideraba indispensable la organización de la enseñanza superior para la recién creada Checoslovaquia. Nació como hermana menor y al mismo tiempo «rival» de la Universidad Carolina de Praga, hasta entonces la única universidad checa.
Imparte clases a cerca de 35.000 alumnos, quienes se distribuyen entre los 200 programas de pregrado, 290 de posgrado y 130 doctorados a tiempo completo que ofrece la institución, algunos de ellos en inglés y alemán, como también de forma combinada bilingüe. 
En investigación, la universidad fue una de las fundadoras del Instituto Europeo Central de Tecnología. Es propietaria y administra la Base Johann Gregor Mendel en la península Antártica.

## Facultades
- Facultad de Derecho (Právnická fakulta) (http://www.muni.cz/law)
- Facultad de Medicina (Lékařská fakulta) (http://www.med.muni.cz/)
- Facultad de Ciencias (Přírodovědecká fakulta) (http://www.sci.muni.cz/)
- Facultad de Filosofía y Letras (Filozofická fakulta) (http://www.phil.muni.cz/)
- Facultad de Pedagogía (Pedagogická fakulta) (http://www.ped.muni.cz/)
- Facultad de Farmacia (Farmaceutická fakulta) (https://www.pharm.muni.cz/)
- Facultad de Economía y Administración de Empresas (Ekonomicko-správní fakulta) (http://www.econ.muni.cz/)
- Facultad de Informática (Fakulta informatiky) (http://www.fi.muni.cz/)
- Facultad de Estudios Sociales (Fakulta sociálních studií) (http://www.fss.muni.cz/)
- Facultad de Estudios Deportivos (Fakulta sportovních studií) (http://www.fsps.muni.cz/)